# Davide Bonelli
Davide Bonelli (Milano, 1973) è un editore italiano, dal 2011 direttore della Sergio Bonelli Editore.

## Biografia
Figlio di Sergio Bonelli e di Beatrice, nonché nipote di Gianluigi Bonelli e Tea Bertasi, dopo essere entrato nella Casa Editrice familiare sul finire degli anni '90 seguendone la parte amministrativa e spingendo per la nascita del sito Internet, alla morte del padre, avvenuta a Monza il 26 settembre 2011, diventa direttore generale dell'azienda, della quale, dall'anno precedente, aveva assunto il ruolo di direttore marketing.
La sua dirigenza è all'insegna della modernizzazione e della digitalizzazione: nel 2014 viene prodotta la serie Orfani, ispirata all'omonima serie a fumetti, nel 2017 esce in sala Monolith e nel 2019 viene creata la Bonelli Entertainment, dedita allo sviluppo cinematografico delle varie testate fumettistiche: il film su Dampyr, poi effettivamente uscito nel 2022 dal titolo Dampyr, e la serie TV su Dylan Dog.